# Parque Shima
Parque Shima (chinês tradicional: 石馬公園, chinês simplificado: 石马公园, pinyin: Shímǎ Gōngyuán, lit. ‘Stone Horse Park’) é um parque público urbano em Loudi, Hunan, China. Ele cobre uma área de 225.000 metros quadrados (2,420,000225 000
-metro quadrado (2 400 000 sq ft). Localizado no Distrito Louxing, parque Shima faz fronteira com a rua Xiangyin oeste no sul, rua Xiushi no oeste, rua Yuetang no norte e a estrada do meio Xinxing no leste. Ele é um famoso jardim botânico e um ponto paisagístico local, integrando a pesquisa científica, popularização e turismo em Hunan. É adjacente a estação ferroviária Loudi.

## Atrações turísticas
- Yuma Lago (御马湖)
- Shima Pavilhão (石马阁)
- Alívio de Parede (浮雕屏风墙)

## História Natural
Existem mais de 20 espécies de plantas cultivadas no parque, incluindo Cinnamomum camphora, Cupressus lusitanica, Magnolia grandiflora, salgueiro, Magnolia denudata, Osmanthus fragrans, Metasequoia glyptostroboides, pêssego, Acer rubrum, Pinus massoniana, Rhododendron simsii, e Phyllostachys edulis.

## Acesso do público
Em 1999, Shima Parque foi oficialmente aberto ao público.

## Galeria
- O Lago Yuma no parque Shima.
- Um corredor perto do lago Yuma.
- Flor de pêssego.
- Uma vista distante da colina Shimalun(chinês simplificado: 石马仑).
- Um carrossel no parque Shima.
- Salgueiros perto do Lago Yuma.